# Anne Conway
Pour les articles homonymes, voir Anne Finch, Finch et Conway.
Anne Conway (née Finch) (14 décembre 1631 - 18 février 1679) est une philosophe anglaise dont l'œuvre s’inscrit dans l'école des platoniciens de Cambridge de Henry More. L'œuvre de Conway est une version très originale de la philosophie rationaliste. 

## Biographie
Anne Conway est née en 1631 au lieu appelé actuellement Kensington House, à Londres. Elle est fille de Sir Heneage Finch (qui fut doyen des juges de la Cour criminelle centrale et président de la Chambre des communes sous Charles I ) et de sa seconde épouse, Elizabeth Cradock. Son père est décédé le 7 décembre 1631, la semaine précédant sa naissance. Elle fut éduquée vraisemblablement par des tuteurs, et plus tard, elle apprit le latin, le grec et l’hébreu. En 1643, à onze ans, elle contracta une maladie avec fortes fièvres, et, dès lors, elle souffrit, jusqu'à sa mort, de très violentes migraines.
Son demi-frère, John Finch, suivait des études à l'université de Cambridge, au Christ's College, dès 1645, et l'instruisait par lettres sur la philosophie de Descartes. Anne Finch (tel était alors son nom) est entrée en contact avec un des professeurs de son demi-frère, le platonicien Henry More (1614-1687). S’ensuivit une correspondance entre eux sur la philosophie de Descartes. Au fil des lettres Anne passa d’élève à égale. Le 15 février 1651 elle épousa Edward Conway (1er comte de Conway), ils auront en 1658 un fils, Heneage, mort de variole à deux ans en 1660. En 1652, More lui dédia son Antidote Against Atheism, livre consacré à sa lutte contre l’athéisme. Son mari portait aussi de l’intérêt à la philosophie et était formé par More. Le couple Conway s'installe dans la propriété du mari, à Ragly Hall. Ses maux de tête deviennent de plus en plus insupportables, elle essaie diverses cures et de nombreux médicaments, dont l' ens veneris saccharinum de Robert Boyle, l'opium, le mercure. En 1656, elle envisage la trépanation et se fait opérer en France, mais sans succès thérapeutique.
En novembre 1670, sans doute pour des raisons médicales, elle fit la connaissance de François-Mercure Van Helmont (1614-1698), fils du célèbre médecin paracelsien Jean-Baptiste Van Helmont et ami de Leibniz en 1671. Il vécut chez elle jusqu'à sa mort à elle et lui fit connaître la Kabbale de Isaac Louria. Ensemble ils ont travaillé sur divers traités kabbalistiques, dont Two Hundred Queries Concerning the Doctrine of the Revolution of Human Souls (1684) et A Cabbalistical Dialogue (1682).
Les amis quakers de F.-M. Van Helmont qui la fréquentèrent dès 1675 firent qu'elle se convertit au quakerisme en 1677. En Angleterre, à cette époque les quakers étaient généralement détestés et redoutés, ils subissaient la persécution et même l'emprisonnement. Elle est décédée en 1679 à l'âge de quarante-sept ans.
Malheureusement, on ne possède aucune image connue de Anne Conway. 
Son unique livre (The Principles of the Most Ancient and Modern Philosophy), écrit entre 1671 et 1677, a été publié de façon posthume, d'abord en latin (traduction de Henry More ?) en 1690, ensuite en anglais en 1692.

## Philosophie
Dans la tradition de Descartes, elle pense Dieu à partir de ses attributs mais récuse les conceptions de Hobbes, Descartes et Spinoza.
"Dieu est esprit, lumière et vie ; il est infiniment sage, bon, juste et puissant ; il connaît toute chose, il est présent partout, peut tout faire ; il est le créateur et l'ouvrier de toutes les choses visibles et invisibles."
Anne Conway utilise le concept de monade, qui lui vient peut-être de François-Mercure Van Helmont, et qui influencera peut-être Leibniz.
"La division des choses ne se fait pas en termes de plus petit terme mathématique, mais de plus petit terme physique. Et quand la matière concrète se divise en monades physiques, comme cela se passa au premier état de sa formation, alors elle est prête à reprendre son activité et à devenir esprit."
En fréquentant François-Mercure Van Helmont, elle a intégré des notions relevant de la kabbale d'Isaac Louria, en particulier les notions de tikkoun, "réparation" (du monde), et guilgoul, "réincarnation" (des âmes).

### Œuvres d’Anne Conway
- Principia philosophiae antiquissimae et recentissimae de Deo, Christo et Creatura id est de materia et spiritu in genere (1690).

- (en) The Principles of the Most Ancient and Modern Philosophy (1692), édition moderne par Taylor Corse et Allison Coudert, Cambridge, 1996.

- (en) The Conway Letters: the Correspondence of Anne, Viscountess Conway, Henry More and their Friends, 1642-1684, éd. Marjorie Nicolson and Sarah Hutton, Oxford, Clarendon Press, 1992.books.google.fr

### Études sur Anne Conway
- (en) Broad, Jacqueline, Women Philosophers of the Seventeenth Century, Cambridge Cambridge University Press, 2002.
- (en) Brown, Stuart, “Leibniz and Henry More's Cabbalistic Circle”, in S. Hutton, (ed.), Henry More (1614-1687): Tercentenary Studies, Dordrecht: Kluwer Academic Publishers, 1990.
- (en) Coudert, Allison, The Impact of the Kabbalah in the Seventeenth Century. The Life and Work of Francis Mercury van Helmont, 1614-1698, Leyde: Brill, 1998.
- Gabbey, Alan. “Anne Conway et Henry More : lettres sur Descartes”, Archives de Philosophie, 40, p. 379-404.
- Hutton, Sarah. “Anne Conway critique de Henry More: l'esprit et la matière”, Archives de Philosophie, 58 (1995), p. 371-384.
- (en) Hutton, Sarah, Anne Conway. A Woman Philosopher, Cambridge: Cambridge University Press, 2004, 280 p.
- (en) Merchant, Carolyn, “The Vitalism of Anne Conway: its Impact on Leibniz's Concept of the Monad”, Journal of the History of Philosophy, 17 (1979) p. 255-69.